# Pinatypi
Pinatypi är en fotografisk kopieringsmetod med vilken man först framställer en tryckplåt genom att under ett diapositiv kopierar en med gelatin överdragen glasplåt, som gjorts ljuskänslig genom att badas i en kromatlösning och torkas i mörker.
Vid kopieringen kommer dagrarna att belysas mest, och där reduceras kromatet till kromsalt, som härdar gelatinet och berövar det dess förmåga att svälla upp i vatten. Skuggpartierna blir oförändrade. Tryckplåten tvättas efter kopieringen i vatten, torkas och läggs i en lösning av ett organiskt färgämne, som sugs in i de svällbara delarna av gelatinet, det vill säga skuggorna. Sedan ytan avspolats, läggs plåten under någon tid samma skikt mot skikt med ett vått, gelatinöverdraget papper, varvid färgen vandrar över till papperet. Denna process kan upprepas. Pinatypin användes tidigare främst vid framställning av trefärgsbilder vid färgfotografering, då på samma papper görs avtryck från tre plåtar med gul, röd respektive blå bild.